# Мінібайк

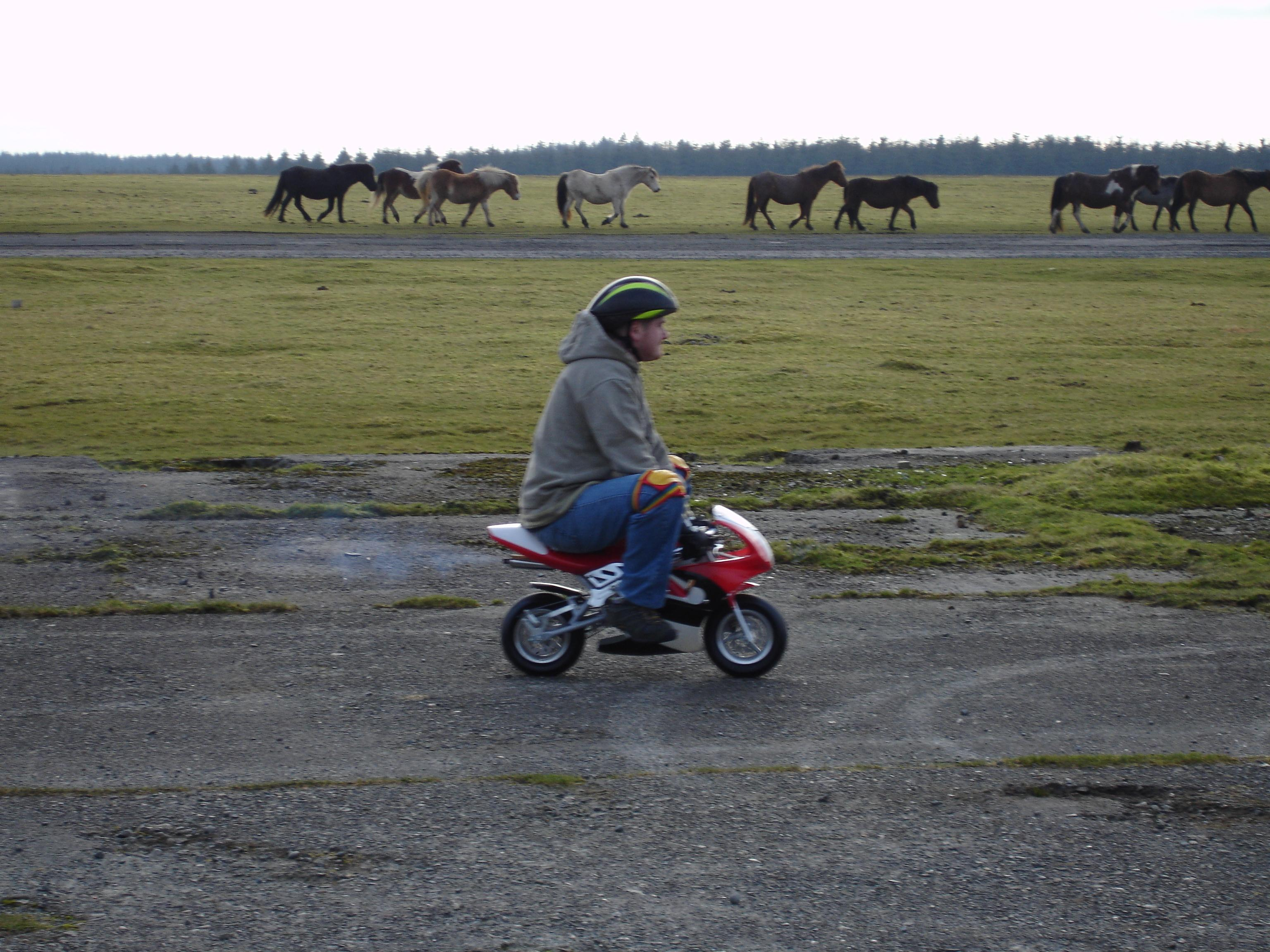
Гонщик на мінібайку

Мінібайк, рідше Мінімото, або Покетбайк (англ. Minibike, Mini moto, Pocketbike) — маленький мотоцикл. Більшість мінібайків оснащені двотактними двигунами та ланцюговими передачами.

## Історія
Як і карти, перші мінібайки складали ентузіасти-аматори із запасних частин у своїх гаражах. Вони набули широкого використання як піт-байки для дрег-гонщиків, які використовували їх для того, щоб проїхати у бокси під час гонок в кінці 1950-х. Гонщики приносили мінібайки додому і використовували їх у повсякденному побуті. Багатьом дітям сподобалася ідея наявності маленького мотоцикла і вони прагнули мати такий у себе.
Ринок випуску мінібайків набув розвитку, що спонукало багато підприємств освоїти їх виробництво. Найбільшого успіху досягли такі, як  «Arctic-Cat», «Rupp», «Taco», «Heath», «Gilson», «Fox» та багато інших. Пік популярності епохи мінібайків припав на 1960-1970-ті роки у США. Багато брендів, насамперед Rupp, набули культової популярності у наступні роки.
Сьогодні мінібайки переважно є зменшеними версіями справжніх мотоциклів: це не тільки іграшка для дітей, а й серйозне захоплення для дорослих людей. Існують моделі з повітряним охолодженням, які дійсно призначені для дітей або, наприклад, для новачків у мінімото, але існують і моделі з потужним двигуном і водяним охолодження вже для більш серйозних цілей.
Поїздка на мінібайку дає незабутні враження. Не дивно, адже під час поїздки знаходишся на відстані не більше 30 см від землі, а швидкість у 50 км/год здається великою через відсутність підвісок на мотоциклі.

## Розміри та маса
Всі моделі розрізняються за навантаженням, типом заведення, об'ємом бензобака і т. д.
Класичні розміри мінібайку становлять близько 1 метра в довжину та 60 см у висоту з висотою сідла 40 см; загальна маса становить 20-25 кг.